# Lattichgarten

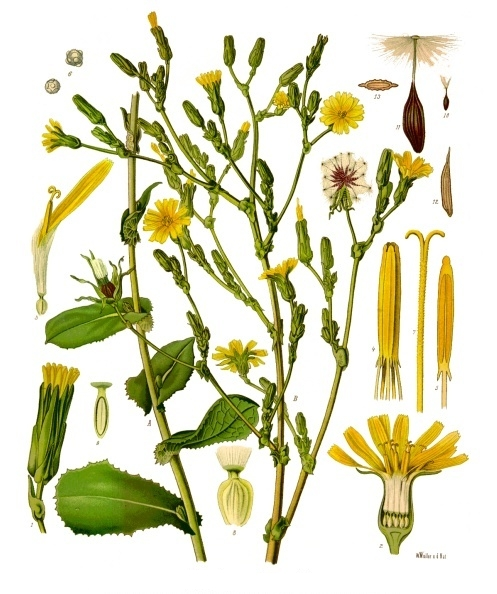
Abbildung des Gift-Lattich

Lattichgarten (auch Lattichpflanze) ist ein altägyptischer Begriff aus der altägyptischen Mythologie und bezeichnet ein Feld von Lattichpflanzen. Bereits im Alten Reich ist der Lattichgarten beziehungsweise die Lattichpflanze neben dem Gottesschatten das Attribut der Gottheit Min.
Die Lattichpflanze enthält einen weißlichen Milchsaft mit Bitterstoffen, die der Pflanze bei der Abwehr von Fressfeinden und Schädlingen helfen. Diese Symbolik wurde auf die Gottheit Min übertragen, da Min im Rahmen der Erneuerungsfeste als Fruchtbarkeitsgott dem jeweiligen König auch schützend zur Seite stand.
Als weitere Eigenschaft versinnbildlichte der weiße Milchsaft die Rolle Mins als Ernährer der Familie und verschmolz später als neue Erscheinungsform mit Amun-Re-Kamutef, Min-Amun, Min-Kamutef und Kamutef.
Im Neuen Reich stoppten die Prozessionszüge an den Stationstempeln, an denen die traditionellen Riten vollzogen wurden. Zu den Kultgegenständen im Zuge der Feierlichkeiten des Min-Festes gehörte unter anderem der Lattichgarten.